# Joseph-Jean Goulet
Joseph-Jean Goulet (* 22. Februar 1870 in Liège; † 8. Juli 1951 in Montreal) war ein belgisch-kanadischer Violinist, Dirigent und Musikpädagoge.

## Leben und Wirken
Goulet schloss das Konservatorium in Liège mit ersten Preisen in Solfège, Harmonielehre, Kontrapunkt, Violine und Kammermusik ab. Er studierte dann Musiktheorie bei Sylvain Dupuis und Théodore Radoux und Violine bei Ovide Musin und Désiré Heynberg.
1891 kam er auf Einladung von Ernest Lavigne kam er 1891 als Konzertmeister des Sohmer-Park-Orchesters nach Kanada. Daneben war er von 1893 bis 1895 Dirigent der Opéra francais. 1894 wurde er Konzertmeister des Montreal Symphony Orchestra unter Guillaume Couture, dessen Nachfolger er 1898 wurde. Zwischen 1895 und 1921 war er außerdem Chorleiter an verschiedenen Kirchen Montreals (St-Joseph 1895–98: St-Sacrement 1898–1913; Notre-Dame, 1914–18; St-Eusèbe-de-Verceil 1918–21).
1900 gründete er das Goulet String Quartet mit Isaac Silverstone (Zweite Violine), Otto Zimmerman (Viola) und Louis Charbonneau (Cello). Daneben bildete er mit Émery Lavigne und Jean-Baptiste Dubois das Haydn-Trio.
Seit 1904 unterrichtete Goulet am Mont-St-Louis College, seit 1907 gab er öffentliche Solfège-Kurse im Monument national, einem Kulturzentrum in Montreal. Von 1910 bis 1950 war er Dirigent einer Militärkapelle (Fusiliers Mont-Royal Band) und 1933–34 Präsident der Canadian Band Association (CBA). 1937 gründete er den Orchesterclub Les Disciples de Mozart.
Goulet komponierte eine Reihe von Werken für Militärkapelle, der Marsch Wilfrid Pelletier wurde 1935 unter seiner Leitung uraufgeführt. Er wurde in Belgien mit dem Ordre de Léopold II und in Frankreich als Officier d'Académie ausgezeichnet und erhielt 1951 einen Preis der CBA.
Auch sein Bruder Jean Goulet wurde als Violinist und Dirigent bekannt, sein Neffe Charles Goulet war ein Sänger, Chordirigent und Impresario.
| Personendaten    | Personendaten                                     |
| ---------------- | ------------------------------------------------- |
| NAME             | Goulet, Joseph-Jean                               |
| KURZBESCHREIBUNG | kanadischer Violinist, Dirigent und Musikpädagoge |
| GEBURTSDATUM     | 22. Februar 1870                                  |
| GEBURTSORT       | Liège                                             |
| STERBEDATUM      | 8. Juli 1951                                      |
| STERBEORT        | Montreal                                          |